# 愛する君が傍にいれば
「愛する君が傍にいれば」（あいするきみがそばにいれば）は、岸本早未の2枚目のシングル。

## 解説
- 前作からわずか2ヶ月足らずでリリースされたシングル。
- 表題曲の作家は前作と全く変わらない。
- 『FUN FUN'S RECOMMEND〜MUSIC & VISUAL Selection〜』にも収録された。

## 収録曲
1. 愛する君が傍にいれば
作詞:AZUKI七　作曲:大野愛果　編曲:尾城九龍
2. 会いたくて
作詞:AZUKI七　作曲:村田浩一・加藤功美　編曲:Dr.Terachi & Pierrot Le Fou
3. 愛する君が傍にいれば (Instrumental)